# Jean Cléder
 (janvier 2021).
Si vous disposez d'ouvrages ou d'articles de référence ou si vous connaissez des sites web de qualité traitant du thème abordé ici, merci de compléter l'article en donnant les références utiles à sa vérifiabilité et en les liant à la section « Notes et références ».
 (janvier 2021).
La mise en forme du texte ne suit pas les recommandations de Wikipédia : il faut le « wikifier ».
Les points d'amélioration suivants sont les cas les plus fréquents :
- Les titres sont pré-formatés par le logiciel. Ils ne sont ni en capitales, ni en gras.
- Le texte ne doit pas être écrit en capitales (les noms de famille non plus), ni en gras, ni en italique, ni en « petit »…
- Le gras n'est utilisé que pour surligner le titre de l'article dans l'introduction, une seule fois.
- L'italique est rarement utilisé : mots en langue étrangère, titres d'œuvres, noms de bateaux, etc.
- Les citations ne sont pas en italique mais en corps de texte normal. Elles sont entourées par des guillemets français : « et ».
- Les listes à puces sont à éviter, des paragraphes rédigés étant largement préférés. Les tableaux sont à réserver à la présentation de données structurées (résultats, etc.).
- Les appels de note de bas de page (petits chiffres en exposant, introduits par l'outil «  Source ») sont à placer entre la fin de phrase et le point final[comme ça].
- Les liens internes (vers d'autres articles de Wikipédia) sont à choisir avec parcimonie. Créez des liens vers des articles approfondissant le sujet. Les termes génériques sans rapport avec le sujet sont à éviter, ainsi que les répétitions de liens vers un même terme.
- Les liens externes sont à placer uniquement dans une section « Liens externes », à la fin de l'article. Ces liens sont à choisir avec parcimonie suivant les règles définies. Si un lien sert de source à l'article, son insertion dans le texte est à faire par les notes de bas de page.
- La présentation des références doit suivre les conventions bibliographiques. Il est recommandé d'utiliser les modèles {{Ouvrage}}, {{Chapitre}}, {{Article}}, {{Lien web}} et/ou {{Bibliographie}}. Le mode d'édition visuel peut mettre en forme automatiquement les références.
- Insérer une infobox (cadre d'informations à droite) n'est pas obligatoire pour parachever la mise en page.

Pour une aide détaillée, merci de consulter Aide:Wikification.
Si vous pensez que ces points ont été résolus, vous pouvez retirer ce bandeau et améliorer la mise en forme d'un autre article.
Jean Cléder est un auteur et universitaire français, enseignant-chercheur à l’université Rennes 2.

## Biographie
Jean Cléder est enseignant chercheur en littérature comparée. Il exerce la fonction de maître de conférences HDR.
Ses travaux portent notamment sur les relations entre les arts, en particulier sur les échanges entre littérature et cinéma. Ses publications prennent la forme d’essais, articles, entretiens.
Il est un des spécialistes du cinéma de Marguerite Duras.
Depuis quelques années il s’intéresse aux représentations textuelles et audiovisuelles du sport.
Il a réalisé et publié de nombreux entretiens avec des artistes de différents domaines.
Dans le domaine éditorial, il a fondé, avec Emmanuel Tibloux, la collection « Icônes » pour le compte des éditions Les Pérégrines.
Il dirige également la collection « Arts en parole » (éditions Le Bord de l’eau).
Depuis 2018 il contribue régulièrement au quotidien AOC média par la publication de textes critiques.

## Publications

### Sur la littérature et les arts
- Christophe : Résonances de l’inconnu, Bordeaux, Le Bord de l’eau Éditions, 2006.   (ISBN 978-2915651430)
- Patrice Chéreau : Transversales (Théâtre, cinéma, opéra)  sous la direction de Jean Cléder,  Timothée Picard et Didier Plassard, Bordeaux, Le Bord de l’eau Éditions, collection “Arts en parole”, 2010. 2356870733
- Michelle Porte : Entre documentaire et fiction : un cinéma libre, Lormont, Le Bord de l’eau éditions, collection “Arts en parole”, 2010.  (ISBN 978-2356870544)
- Michael Lonsdale : Entretiens avec Jean Cléder (Paris, François Bourin Éditions, 2012.   (ISBN 978-2849413029)
- Entre littérature et cinéma : Les Affinités électives , Paris, Armand Colin, 2012.   (ISBN 978-2200281274)
- Cinéma invisible : L’Amant de Marguerite Duras, Entretiens inédits (Livre-DVD, Nantes, Éditions Nouvelles Cécile Defaut, collection « Affinités », 2015.  (ISBN 978-2350183626)
- Le Cinéma de la littérature, sous la direction de Jean Cléder et Frank Wagner, Lormont, Les Éditions Nouvelles Cécile Defaut, 2017.  (ISBN 978-2350183862)
- Analyser une adaptation : Du texte à l’écran (en duo avec Laurent Jullier, Paris, Flammarion, 2017.   (ISBN 978-2081395954)
- Duras, Paris, François Bourin, collection « icônes », 2019.   (ISBN 979-10-252-0389-7)

### Sur le sport
- Bernard face à Hinault : Analyse d’une légende. (Propos de Bernard Hinault transcrits par Gildas Tromeur), Paris, Mareuil Éditions, 2016.  (ISBN 978-2372540360)
- Petit éloge de la course cycliste, Paris, François Bourin Éditions, 2018.  (ISBN 979-1025203934)
- Eddy Merckx : Analyse d’une légende, Paris, Mareuil Éditions, 2019.  (ISBN 978-2372541183)
- Mots et images du sport : le corps en représentations, avec Gaëlle Debeaux, Lormont, Le Bord de l’eau, 2020.  (ISBN 2356877215)
- Eddy M. 1975 (roman), Paris, Mareuil Éditions, 2022.  (ISBN 978-2372542456)